# Colin Bell
Colin Bell MBE (Hesleden, 1946. február 26. – 2021. január 5.) Európa-bajnoki bronzérmes angol labdarúgó, a Manchester City stadionjának egyik szektora az ő nevét viseli.

## Sikerei, díjai
Egyéni
- Az év játékosa (Manchester City): 1968

Manchester City
- Első osztály bajnok: 1967–68
- FA-kupa győztes: 1969
- Ligakupa győztes: 1970, 1976
- KEK győztes: 1970
- Charity Shield győztes: 1968, 1972

## Fordítás
- Ez a szócikk részben vagy egészben  a   Colin Bell című angol Wikipédia-szócikk fordításán alapul.  Az eredeti cikk szerkesztőit annak laptörténete sorolja fel. Ez a jelzés csupán a megfogalmazás eredetét és a szerzői jogokat jelzi, nem szolgál a cikkben szereplő információk forrásmegjelöléseként.